# فطين بن حسين البداد
الدكتور الفطين بن حسين البداد (من مواليد 25 ديسمبر 1967) هو رجل أعمال ومستثمر وشخصية إعلامية إماراتية مشهور بمساهماته الكبيرة في قطاعات متعددة، بما في ذلك التصنيع والبناء والعقارات والسياحة والزراعة. بصفته مؤسس ورئيس العديد من الشركات الناجحة تحت العلامة التجارية البداد، لعب الدكتور البداد دورًا في توسيع إمبراطورية أعمال عائلته عالميًا. وبخلاف مشاريعه التجارية، يُعرف الدكتور البداد بدوره المؤثر في وسائل الإعلام والعمل الخيري، حيث قاد مشاريع تحويلية في الأردن وساهم في مبادرات خيرية مختلفة.